# NN-279
La carretera NN‑279 es una vía departamental secundaria ubicada en el municipio de Villa El Carmen, en el departamento de Managua. Con una longitud de 5.1 kilómetros, esta carretera inicia en Apante (donde conecta con la NN-278) y se dirige hacia el este hasta empalmar nuevamente con la NIC-10. Su construcción se llevó a cabo en 1982, como parte de un proyecto para mejorar la conectividad local en zonas rurales del occidente de Managua.

## Trazado y cruces
La siguiente tabla muestra su recorrido, localidades y principales conexiones:
| km  | Localidad       | Departamento | Conexión / Ruta |
| --- | --------------- | ------------ | --------------- |
| 0.0 | Apante          | Managua      | NN 278          |
| 5.1 | Cerca de Apante | Managua      | NIC 10          |